# Distichophyllum schmidtii
Distichophyllum schmidtii är en bladmossart som beskrevs av Brotherus 1901. Distichophyllum schmidtii ingår i släktet Distichophyllum och familjen Hookeriaceae. Inga underarter finns listade i Catalogue of Life.